# Wątkowa
Wątkowa (846 m n.p.m.) – szczyt w Beskidzie Niskim nad Bartnem, najwyższy w paśmie Magury Wątkowskiej.
Wierzchołek jest zupełnie zalesiony, znajduje się na nim tabliczka z nazwą szczytu. Północne i wschodnie zbocza znajdują się w ramach Magurskiego Parku Narodowego.
Piesze szlaki turystyczne:
- Męcina Wielka – Wapienne – Mały Ferdel (578 m n.p.m.) – Barwinok (670 m n.p.m.) - Kornuty (830 m n.p.m.) – Wątkowa (846 m n.p.m.) – Magura (842 m n.p.m.)